# Oskoł
Oskoł (ros. Оскол Oskoł, ukr. Оскіл Oskił) – rzeka na południowym zachodzie europejskiej części Rosji i na Ukrainie, lewy dopływ Dońca o długości 472 km i powierzchni dorzecza 14 800 km².
Rzeka wypływa ze źródeł na Wyżynie Środkoworosyjskiej, na południowy wschód od Kurska, a do Dońca uchodzi na południowy wschód od miasta Izjum.
W dolnym biegu rzeki znajduje się Zbiornik Oskolski i hydroelektrownia.
Ważniejsze miejscowości nad Oskołem: Jastriebowka, Stary Oskoł, Czernianka, Nowy Oskoł, Wołokonowka, Piatnickoje, Dwułucznoje, Dworiczna, Kupiańsk, Kupiańsk-Wuzłowyj.